# Al-Buwaydah
Buwayda (àrab: البويضة, al-Buwayḍa) és un poble sirià del subdistricte o nàhiya de Salamiyah, al districte o míntaqa homònim, de la governació o muhàfadha de Hama. Segons l'Oficina Central d'Estadística de Siria, Buwayda tenia 174 habitants en el cens de 2004.